# Connantre
 Connantre  es una población y comuna francesa, en la región de Champaña-Ardenas, departamento de Marne, en el distrito de Épernay y cantón de Fère-Champenoise.

## Demografía
| 628 | 567 | 746 | 1031 | 1107 | 1110 |
| Para los censos de 1962 a 1999 la población legal corresponde a la población sin duplicidades (Fuente: INSEE [Consultar]) |     |     |      |      |      |